# أليكسي ليكاتشوسكي
أليكسي ليكاتشوسكي (مواليد 28 يونيو 1990) هو مبارز بالسيف من روسيا البيضاء، مثّل بلاده في الألعاب الأولمبية الصيفية 2012.

## روابط خارجية
أليكسي ليكاتشوسكي على موقع الاتحاد الدولي للمبارزة (الإنجليزية)
- أليكسي ليكاتشوسكي على موقع الاتحاد الأوروبي للمبارزة (الإنجليزية)
- أليكسي ليكاتشوسكي على موقع اللجنة الأولمبية الدولية (الإنجليزية)
- أليكسي ليكاتشوسكي على موقع أوليمبيديا (الإنجليزية)